# William Butler Yeats
William Butler Yeats ([jeɪts]; 13. juni 1865 i Sandymount ved Dublin – 28. januar 1939 i Menton, Frankrig) var en irsk forfatter, som deltog i den irske frihedsbevægelse. Han anses for at være en af de mest betydningsfulde engelsksprogede forfattere i det 20 århundrede. Han modtog Nobelprisen i litteratur i 1923. W. B. Yeats bror var maleren Jack Butler Yeats.
Han blev begravet i Roquebrune-Cap-Martin, og i 1948 flyttet til landsbyen Drumcliff i County Sligo.

## Udvalgte værker
- The Wanderings of Oisin and Other Poems (1889)
- The Celtic Twilight (1893)
- The Lake Isle of Innisfree (1893)
- The land of heart's desire (1894)
- The secret rose (1897)
- The Wind Among the Reeds (1899)
- Cathleen ni Houlihan (1902)
- Ideas of Good and Evil (1903)
- In the Seven Woods (1904)
- Discoveries (1907)
- Deirdre (1907)
- The green helmet (1910)
- Responsibilities (1914)
- The Wild Swans at Coole (1917)
- Four Plays for Dancers (1921)
- Four Years (1921)
- The Cat and the Moon (1924)
- A Vision (1925)
- Autobiographies (1926)
- The Tower (1928)
- The Winding Stair and Other Poems (1933)
- Collected Plays (1934)